# Antelope (Kalifornia)
Antelope – miejscowość spisowa (obszar niemunicypalny) w Stanach Zjednoczonych, w stanie Kalifornia, w hrabstwie Sacramento.